# Epigelasma frigida
Epigelasma frigida là một loài bướm đêm trong họ Geometridae.